# Festival de Jazz Django Reinhardt
Festival de Jazz Django Reinhardt er en jazzfestival, der blev afholdt første gang i 1968 i den franske by Samois-sur-Seine, hvor Django Reinhardt levede de sidste år af sit liv.

## Historie
Festivalen blev første gang afholdt i 1968 i 15-året for Django Reinhardts død. I 1983, da det var 30-året for hans død, besluttede nogle mennesker bl.a. borgmesteren i Samois-sur-Seine, Jean-François Robinet og Maurice Cullaz, præsidenten for Académie de Jazz, at genoplive festivalen og gøre det til en årligt tilbagevendende begivenhed.

## Kunstnere
En lang række af jazz'ens store navne har spillet på festivalen over årene, heriblandt Svend Asmussen, Chet Baker, Toots Thielemans og Thelonious Monk.